# Étienne de Clave
Étienne de Clave (1587-1645) est un chimiste médecin, auteur d'ouvrages de chimie et de philosophie chimique, célèbre par le scandale provoqué par les thèses chimiques contre Aristote qu'il soutint à Paris en 1624. Il annonçait alors vouloir réfuter la physique d’Aristote par les moyens de la chimie.
Dans ses ouvrages, il développe une théorie des cinq éléments (ou principes) constitutifs de tous les corps mixtes. Ce sont des corps simples, matériels, extractables des corps mixtes, par divers procédés chimiques de séparation. Il les nomme: le phlegme, l'esprit, l'huile, le sel et la terre. En opposition frontale avec la doctrine philosophique des Quatre éléments d'Aristote, il entend donner les procédures expérimentales permettant d'extraire ces éléments à l'état pur « par la résolution des mixtes en ses parties intégrantes et constituantes » plutôt que « par une milliasse de raisonnements fantasmatiques et chimériques de Péripatéticiens » (Nouvelle Lumière philosophique, p. 470).
Cette théorie novatrice sera ensuite reprise par les chimistes français jusqu'à la fin du XVIIe siècle. Sa philosophie chimique s'inscrit explicitement dans le courant anti-aristotélicien représenté à ses yeux par Patricius, Sébastien Basson,  ou encore Campanella et Gassendi, qu'il rencontra certainement à Paris. Il reste toutefois fidèle à la tradition alchimique, notamment lorsqu'il oppose les paracelsiens aux vrais chimistes que sont pour lui, les « herméticiens ». Face aux disciples ignorants et pédants de Paracelse se trouvent les « vrais et légitimes disciples et imitateurs de ce grand Hermès Trismégiste ».
Il partage avec Descartes son refus de la scolastique et sa défense du principe de la libre critique, mais à la différence de ce dernier, il entend édifier une théorie de la matière sur des principes strictement matériels en s'appuyant sur des expériences de chimie.

## Biographie
Étienne de Clave était bien connu de ses contemporains pourtant sa vie nous reste mal connue. Né vers 1587, mort vers 1645, il est apparenté au médecin astrologue Claude Dariot (1533-1594). Son frère aîné, Jacques de Clave, lui aussi médecin, lui apprend la médecine et la chymie. Il fait ses études de médecine à Montpellier.
Dans les éléments de son autobiographie intellectuelle qu'il donne en 1635 dans Paradoxes (Préface au livre II, p. 191-199), il indique avoir été tenté par le scepticisme face aux opinions très opposées voire contradictoires des savants sur de nombreux sujets. Il entreprend alors de voyager en vue de rencontrer les plus célèbres médecins mais en revient déçu « avec le regret indicible [par] le temps si mal employé » (p. 197).
Dans ses études, il indique avoir balancé un temps entre la tradition galénique et les innovations paracelsiennes en vogue à cette époque, pour finalement préférer le paracelsien danois Pierre Séverin (Severinus) qui l'influença durablement. Il s’attèle alors à travailler sur le problème de la résolution des substances en leurs éléments, « jusques à ce que je vins à découvrir par le moyen de la fermentation, la vraie clef qui me donna entier accès au Cabinet sacré de la sage Nature » (p. 199).
On le trouve vers 1610, en Bretagne où il pratique l'iatrochimie puis à Paris où il exerce la médecine et donne des cours de chimie.
Il semble qu'il commence à donner des cours de chimie avant 1613, c'est-à-dire à l'époque où Les Éléments de chimie  (Tyrocinium chymicum, 1610) de Jean Béguin, rencontre un vif succès. En ce début du XVIIe siècle, ce qu'on appelait « chymie » n'était en fait, qu'un état intermédiaire entre l'alchimie et ce qui allait devenir la science chimique. À l'époque, les termes de « chimie » et de « alchimie » s'employaient indifféremment. Quelques savants qui ressentaient la nécessité de renouveler l'étude de la matière, lancèrent des idées nouvelles pour sortir des impasses laissées par les Anciens et par les supercheries de certains alchimistes. Au siècle précédent, la vogue de la distillation auprès des médecins et apothicaires avait fait découvrir les potentialités d'une analyse empirique des substances par cette technique.
Avec Jean Bitaud et Antoine de Villon, le nom d'Étienne de Clave apparaît dans une affaire de placards affichés à Paris en 1624. Ils y annoncent leur intention de soutenir publiquement quatorze thèses contre Aristote, Paracelse et les "cabalistes". Leurs propositions de réfuter la physique d'Aristote par les moyens de la chimie et non par une réfutation doctrinale, était certes un sujet litigieux mais si leurs thèses leurs valurent de sérieux ennuis c'est parce qu'elles apparurent subversives pour la foi catholique. Censuré par la Faculté de Théologie (la Sorbonne) et banni par le Parlement de Paris, on pensa longtemps qu'Étienne de Clave dut se retirer à Rennes, comme l'écrivait Christoph Schelhammer en 1642. Mais un manuscrit déniché par Didier Kahn, nous apprend qu'il se réfugia en Italie, où il enseigna l'iatrochimie dans les universités de Padoue et de Mantoue. Il passa quelque temps à la cour du duc d'Urbino où sa réflexion sur les principes des sciences naturelles connurent leur maturité.
Il revient à Paris en 1629 où il continue d'exercer la médecine et de donner des cours privés de chimie, probablement très suivis. Il aurait alors rencontré Théophraste Renaudot et Campanella.
Il entreprend la publication d'ouvrages de chimie et de philosophie chimique. Les deux premiers, Paradoxes (1635) sur la minéralogie et Nouvelle Lumière philosophique (1641) sur la théorie des cinq éléments, sont publiés de son vivant alors que le Cours de chimie de 1646, probablement publié après sa mort, aurait été établi à partir de manuscrits anciens non publiés.

## L'affaire des Placards (1624)

### Les événements
Au XVIIe siècle, les savants commencèrent à s'apercevoir que le développement des sciences se heurtait à la doctrine aristotélicienne, telle qu'elle s'était trouvée enfermée dans le carcan de la théologie chrétienne, au sein des universités du Moyen Âge. Les Péripatéticiens y enseignaient qu'Aristote avait découvert et révélé la vérité, et que le travail philosophique consistait dorénavant à commenter et à expliciter ses thèses. Dans le même temps, le physicien Galilée, par des observations et expériences précises, établit les principes qui rendent compte du mouvements des corps et obligent en conséquence à renoncer à la physique des péripatéticiens. En médecine, la rupture avec Aristote et le galénisme fut plus lente et difficile. Un tournant s'est opéré à la suite des tentatives de Paracelse et de médecins (al)chimistes pour fonder une analyse originale de la matière, complètement étrangère à la conception d'Aristote.
Antoine de Villon (1589-ap.1647), professeur de philosophie à l'Université de Paris, est selon toute vraisemblance, à l'origine du projet de soutenir publiquement des thèses dirigées contre Aristote, Paracelse et les cabalistes. Voulant réfuter la doctrine aristotélicienne des principes et des éléments, par « les moyens de la chimie », il fit appel à Étienne de Clave, connu pour ses compétences en matière de travaux de laboratoire. Le troisième protagoniste, Jean Bitaud, n'est qu'un comparse, élève des cours de chimie d'Étienne de Clave. Ainsi, le philosophe réputé Villon et l'habile chimiste de Clave, « riant de leur propre folie », firent deux campagnes d'affichage pour mettre au défi les doctes de réfuter leurs thèses de philosophie naturelle puis dans une dernière affiche (ou placard), le vendredi 23 août 1624, ils annoncent qu'ils soutiendront publiquement quatorze thèses, le 24 et 25 août dans l'ancien l'hôtel de la Reine Marguerite.
Le président de la cour du Parlement de Paris, une juridiction très prestigieuse, alarmé du contenu polémique des thèses par le recteur de l'université, décida aussitôt de son propre chef d'interdire purement et simplement le débat. Le lendemain, le samedi 24 août, une foule très nombreuse se retrouva entassée dans une des salles et dans la cour de l'hôtel, et après une longue attente par une chaleur écrasante, se vit dire par Villon que la soutenance était interdite. Les conférenciers durent se retirer sous les huées et les sifflets de l'assemblée.
Une partie du public était indignée par cette interdiction, car dans la salle se trouvaient quelques personnes capables de contredire les orateurs. L'intervention des autorités laissait donc entendre que Villon serait probablement sorti victorieux du débat.
La Faculté de Théologie prit alors le relais. Elle présenta au Parlement une requête pour que Villon, Bitaud et de Clave soient assignés à comparaître devant la Cour puis le 2 septembre, elle se réunit pour rédiger la censure des thèses. Villon soupçonnant le danger s'enfuit, mais Étienne de Clave resta et fut arrêté. Les thèses furent jugées « très dangereuses, non seulement à l'égard de la véritable philosophie, admise depuis des siècles de l'accord unanime de toutes les universités, mais aussi parce qu'il était établi qu'elles attaquaient de façon notable les principes de la foi et de la religion » (Paris, Arch. Nat., MM251, fol129r). Étienne de Clave et ses associés furent bannis de la capitale et il leur fut interdit d'enseigner la philosophie dans tous les lieux de son ressort. Après cette condamnation, il rejoignit avec son frère, en Italie, le cercle des amis du libertin érudit Gabriel Naudé.
Cette affaire allait servir d'avertissement pour tous ceux qui voudraient professer d'autres philosophies que celle de la Faculté. Descartes qui entendait pouvoir réfléchir librement, choisit quatre ans plus tard, en 1628, de s'installer en Hollande pour jouir de la tranquillité. Dans ses travaux, Règles pour la direction de l'esprit (1628-1629), puis dans le Discours de la méthode (1637), il affirme haut et fort sa rupture avec la tradition scolastique.
Les thèses de Villon et de Clave annoncent le retournement complet qui allait s'opérer au XVIIe siècle. Les cours de chimie allaient devenir de plus en plus populaires et un siècle plus tard les grandes figures des Lumières comme Rousseau et Diderot, Condorcet, Turgot et Malesherbes allaient se presser aux cours de chimie de Rouelle.

### La réception des thèses
L'ampleur du projet d'Antoine de Villon et d'Étienne de Clave est impressionnante. Didier Kahn (2007) la résume en quelques formules percutantes: « faire table rase des autoritates, édifier une nouvelle théorie de la matière fondée sur des principes strictement matériels sur les seules bases de l'expérience (al)chimique, ériger l'(al)chimie en philosophe naturelle, arracher l'atomisme à ses fossoyeurs péripatéticiens et enfouir ceux-ci dans sa propre tombe ».
Ils proposent de remplacer la théorie des Quatre éléments d'Aristote, par la doctrine des cinq principes et la théorie atomique de la matière. La traduction du texte latin des thèses a été publiée par Didier Kahn (2007).
- Les cinq principes

| Thèse V. Le mixte est composé de cinq corps simples ou elemens, existans en luy actuellement & formellement, à sçavoir de Terre, d'eau, de sel, de souphre ou huile & de Mercure ou esprit acide: qu'on peut estimer les vrais & seuls principes naturels ; comme ceux qui ne sont faicts ny d'eux-mêmes, ny d'autres choses, mais desquels sont faits tous les composez naturels |
Dans ses ouvrages ultérieurs, de Clave poursuivra sa réflexion et argumentera précisément sur les raisons qui l'ont fait abandonner le feu et l'air parmi les éléments d'Aristote et garder l' eau et la terre à côté des trois principes de Paracelse (sel, soufre, mercure). Dans la décennie précédente, Jean Béguin dans sa tentative de concilier Aristote et Paracelse, avait gardé les Quatre éléments et la Tria prima paracelsienne.
Dans le Cours de chimie (1646), il développera sa théorie des corps simples en une conception que Hélène Metzger qualifie de si « étrangement moderne, que le chimiste d'aujourd'hui ne trouverait rien à y changer, bien que l'expérience le force à admettre un plus grand nombre d'éléments qu'Étienne de Clave ne l'avait prévu ».
- L'atomisme

La quatorzième thèse indique qu'il faut substituer l'atomisme à l'hylémorphisme d'Aristote:
| Thèse XIIII. Pour toutes ces choses, il est très manifeste que ces deux dits des Anciens, Toutes choses sont en toutes choses, & Toutes choses sont composées d'atomes ou indivisibles, ont esté ignoramment ou plustost malicieusement bafouées par Aristote. Et parce que l'un et l'autre est conforme à la raison, à la vraye philosophie, & à l'anatomie des corps, nous les défendons obstinément,& soustenons fermement |
À quoi la censure de la Faculté rétorque « Cette proposition est fausse, téméraire, et erronée en matière de foi ».
Pour Villon et Étienne de Clave, les atomes sont compris comme les plus petites unités des cinq principes chimiques. Ils rejettent aussi la théorie aristotélicienne de la transmutation des éléments entre eux (thèse XIII).
L'essentiel des thèses porte sur la critique d'Aristote et bien peu est dit contre Paracelse (thèse VI) ou les cabalistes, auxquels la thèse VIII reproche de prendre l'esprit universel (ou feu) pour l'âme du monde.
Après la censure de la Faculté, les thèses reçurent deux réfutations bien argumentées, l'une écrite par Jean-Baptiste Morin, « docteur en Philosophie & Médecine » et futur professeur de mathématiques au Collège royal, et l'autre par Mersenne, l'ecclésiastique à la culture encyclopédique. Morin constitue la source la plus complète dont on dispose pour reconstituer les événements de l'affaire des placards. Les critiques des deux auteurs s'inscrivent dans le cadre de la lutte contre les « libertins », c'est-à-dire de ceux qu'on soupçonne d'être athée. Pour Morin, de Clave et ses compères se présentent comme des atomistes et donc des matérialistes.
L'édition critique des quatorze thèses a été établie par Didier Kahn dans son monumental Alchimie et paracelsisme en France.

## Les ouvrages de chimie et de philosophie chimique
Cinq ans plus tard (en 1629), Étienne de Clave réapparait à Paris où il s’attèle à nouveau à dégager « une théorie de la matière fondée sur des principes strictement matériels sur la seule base de l'expérience chimique » (si l'on garde la formulation de Didier Kahn).
Ce qui avait avant tout déclenché les hostilités en 1624, c'était le caractère provocateur des placards, intervenant au plus fort de la lutte de l'Université contre les Jésuites, mais aussi en pleine période de réaction anti-libertine et de rétablissement de l'ordre par le pouvoir, tant dans les lettres que dans les mœurs. Le moment était très mal choisi pour une contestation radicale de l'autorité.
Étienne de Clave va désormais éviter les propos provocateurs et choisir de déployer des arguments dont la logique sera rigoureusement contrôlée. Il publie dès 1635 Paradoxes, avec cette fois l'approbation théologique et le privilège du roi et en 1641, Nouvelle Lumière philosophique. Un ouvrage posthume sortira en 1646, le Cours de chimie.
Comme Hélène Metzger l'a souligné, de Clave occupe une position intermédiaire parmi les chimistes français du XVIIe siècle. Il ne rattache pas ses principes de chimie à un système métaphysique englobant la totalité de l'univers, comme le fait William Davisson. Mais aussi, il ne réduit pas leur connaissance, comme l'avait fait Jean Béguin, a une valeur purement technique et pratique. Il développe une réflexion poussée sur les principes, les corps simples et les mixtes, en partant certes de la tradition philosophique mais en la reliant à de nombreuses observations et expériences de chimie et de minéralogie, sans se perdre dans des spéculations métaphysiques sur le Grand Tout. En outre, il se montre aussi étranger à la mystique alchimiste que critique à l'égard de l'occultisme des « sciences curieuses ».
Il s'appuie sur la doctrine spagyrique des principes chimiques du chimiste Joseph du Chesne (1544-1609), alias Quercetanus, et adapte les notions de spiritus (esprit) et de semina (semence) de Marsile Ficin et du paracelsien danois Severinus.

### Paradoxes ou Traittez philosophiques des pierres et pierreries1635
Dans ce premier ouvrage publié en 1635, sur la minéralogie (les « pierres et pierreries »), Étienne de Clave expose son point de vue sur la nature et la définition des minéraux et leur mode de formation (Hiro Hirai, 2001). Il réfute l'opinion de ses devanciers, « touchant la matière, la cause efficiente externe, la semence, la cause efficiente interne, la génération, la définition et la nourriture d'icelles [les pierres] par assimilation de substances,& non par agrégation de matière » (Paradoxes, Au lecteur).
L'ouvrage est divisé en deux livres. Dans le premier, il discute l'opinion d'Aristote, Théophraste, Avicenne...jusqu'à Jérome Cardan, sur la définition des pierres, leur cause matérielle et leur cause efficiente. Dans le deuxième, il traite de la génération (chap.3-8), des semences (chap.11-17), de la définition et de la nutrition des pierres. Le but de cette recherche sur les pierres est de servir la médecine avec l'appui de la chymie.

#### La génération des minéraux
Parmi les cinq éléments, l'esprit (spiritus) est la clé qui ouvre toutes les substances et l'agent interne qui sépare et mêle les quatre autres éléments, sel, huile, terre, eau. Les éléments eau et terre sont des réceptacles dans lesquels sont enfermées les substances actives (comme l' esprit). Lorsque cet esprit est activé par un agent externe porteur de chaleur, il devient la cause efficiente des générations et des nutritions (Liv. II, p. 205-206). Dans la composition, l' esprit reste sous la forme d'une substance acide très active. C'est donc une substance chymique tout à fait manipulable par les chymistes.
La génération des minéraux provient du feu central de la Terre qui provoque la montée dans la région de l'air de vapeurs (exhalaisons) qui ensuite descendent sous forme de pluie. Celle-ci en traversant les pores et cavités de la terre, « dissout le sel balsamique [nitre] avec quelque portion de soufre & bitume qui s'y rencontrent, qu'elle emporte avec soi par dissolution jusqu'au feu central » (Livre II, p. 259). Ce sel une fois mélangé avec les autres éléments engendre les minéraux.
La cause efficiente universelle des minéraux est donc la chaleur du feu central.

#### Lessemencesdes pierres
De Clave part de la définition de la semence d'Hippocrate et l'adapte à la génération des pierres
| [la] semence n'est autre chose que cet esprit vivifiant, & actif, lequel pestrit & dissout toutes les autres substances, ou éléments grandement altérés pour la génération des pierres : lequel esprit, nous pouvons assurer avec Hippocrate, estre cette meilleure portion,& la plus valide de l'humeur qui est contenu en tout corps (Paradoxes, Liv.II, p. 314) |
De Clave s'inspire du concept de principe séminal ou semence, dû à  Séverin et Cardan. Il entend étendre cette notion du monde animal et végétal à celui de la minéralogie (p. 312).
« Ce dont premièrement s'engendrent les choses » n'est autre chose que l'esprit chaud (p. 364). L'action de l'esprit est décrite en terme physique. L'esprit est vu comme une substance matérielle subtile, qui lorsqu'elle est excitée par la chaleur, s'insinue facilement au milieu des autres éléments plus compacts, et provoque leur incorporation per minima, c'est-à-dire si étroitement qu'ils forment ensemble de « très menues & subtiles parcelles » (p. 225).
L'esprit est identifié à la véritable semence. Il est indispensable pour la formation d'un corps car c'est lui « qui ouvre et mêle toutes les substances diverses & hétérogènes, pour les rendre comme homogènes,& les unir sous une même forme » (Liv. II, p. 368).
La notion d'esprit clavéen ne correspond donc pas du tout aux agents incorporels et spirituels tels que le spiritus mundi des Néoplatoniciens, le spiritus chaud infusé par Adam à travers son nez par Dieu (Genèse, 2, 7) ou le Saint Esprit comme le disent certains Paracelsiens (Hiro Hirai, 2001, p. 57).
Étienne de Clave développe sa notion d'esprit séminaire (à partir du liv. II, chap. XVII, p. 375), en puisant principalement chez le minéralogiste de Bruges, de Boodt (1550-1626), et en complétant par les enseignements de Pierre Séverin. Il identifie ce séminaire à l'esprit architectonique qui dans les profondeurs de la terre, produit des pierres. C'est un générateur vivifiant, manifestant clairement une dimension matérialiste. Et comme c'est une substance chimique susceptible d'être manipulée, le chimiste peut l'utiliser pour régénérer les corps réduits en cendre (possibilité appelée palingénésie). La croyance en ce phénomène de résuscitation d'un métal ou de bois remonte à Paracelse. Ce thème fut ensuite répandu par l'ouvrage de Joseph du Chesne, Le Grand miroir du monde.
Le mathématicien philosophe, Pierre Gassendi, qui pourrait avoir suivi les cours d'Étienne de Clave, adopta l'idée de "semences des choses" (semine rerum) semble-t-il, à partir de l’œuvre minéralogique d'É. de Clave. Il identifie les agrégats d'atomes qui sont intermédiaires entre les atomes et les choses concrètes et sensibles (et qu'il appelle molécules) aux semences des choses.
Pour de Clave, la pierre est « vivante » au sens où elle vient de sa « semence ». Au chap.XXIV, il finit par donner la définition de la pierre suivante:
| la pierre est un corps vivant, fossile, dur, frangible, non ductile, & qui ne se peut rendre liquéfiable ny fusible, sinon à feu très violent & longtemps continué & la plupart sans admixion. (p. 430-431) |
Par le terme de vivant, de Clave entend indiquer qu'il y a une chimie de la génération des minéraux comme il y en a une des animaux et des végétaux. Mais on doit distinguer les minéraux des éléments qui sont eux, des « corps inanimés ». Le terme de fossile désignant « toutes les substances qui se tirent du sein de la terre » (Dico de l'Acad. fr., 1762) est là pour marquer la différence des minéraux avec les végétaux et les animaux. Le terme de frangible signifiant « qui est susceptible d'être rompu » les distingue des métaux qui eux sont ductiles.
Le dernier thème illustrant bien ces notions est celui de nutrition des pierres. Celle-ci se fait en convertissant l'aliment convenable en leur propre nature.

#### Le discours de la méthode du médecin chimiste
Au milieu de l'ouvrage, on trouve dans la Préface au livre II, une sorte d'esquisse d'un discours de la méthode du médecin chimiste. De Clave entend justifier son entreprise de réforme de la philosophie comme celle de « ce grand Aristote, que la plupart des Doctes ont tenu comme un oracle presque infaillible de toutes les parties de la Philosophie, voire le génie de la nature » (Préface, p. 185). Il invoque plusieurs auteurs chrétiens & philosophes, comme Justin Martyr..., Sébastien Basson, le docte Campanella et le docteur Gassendi, qui se sont opposés à la scolastique. Ces considérations lui donnent suffisamment d'assurance:
| pour voir aussi clair que la lumière du jour en plein midi, [...], que les plus grands personnages tombent souvent de fois en beaucoup de grands erreurs [...], que pour subtils & ingénieux qu'ils soient, ils ne peuvent jamais parvenir à une parfaite connaissance des choses par ces ergotismes & distinctions d'écoles, la plupart vaines & inutiles, si elles n'ont été approuvées par les sens (qui sont la vraie pierre de touche) des ratiocinations fondées sur des démonstrations tirées de l'expérience, maitresse des arts & des sciences (p. 187) |
Étienne de Clave affirme ainsi son appartenance à la tradition d'épistémologie empiriste que venaient d'illustrer Bacon et Gassendi.
Comme le relève Olivier Bloch, toute une série d'accents, de traits, voire d'expressions de ce texte de la Préface font écho à la démarche et au texte du Discours de la Méthode (sorti deux ans plus tard, en 1637) de Descartes :
« défense du principe de la libre critique envers l'autorité des doctes, et tout particulièrement d'Aristote, charge contre la scolastique et satire de son verbiage grossier, tableau des différentes disciplines et, théologie mise à part, dénonciation de leurs incertitudes et de leurs contradictions, désir de leur donner un fondement [...] récit d'une expérience à la fois personnelle et épistémologique qui, d'espoirs en déceptions, va de la tentation du doute universel devant l'état des sciences contemporaines à la révélation d'un principe méthodologique qui conduit à prendre pour modèle une science déterminée ... » (Olivier Bloch, 1997).
À la suite de la critique de l'autorité des doctes, Étienne de Clave entend refonder la connaissance, en tirant rationnellement les leçons de l'expérience chimique alors que Descartes s'appuie sur le "cogito (seule sa propre existence en tant qu'être qui pense est certaine) et c'est de ce point de départ que le sujet pensant va pouvoir appliquer sa raison.
Alors que É. de Clave prend la chimie pour modèle de la science empirique, Descartes refuse de lui donner un statut autonome car pour lui, aucune science ne peut exhiber des principes spécifiques qui seraient indépendants des lois mécaniques de la physique. Pour Descartes, il est possible de réduire toutes les opérations de la chimie à celles de la mécanique : le seul discours possible sur les objets de la chimie, est celui de la physique géométrique, présentant la figure, la taille et le mouvement des parties des substances.

### Nouvelle Lumière philosophique des vrais principes et élémens de nature, 1641
Dans cet ouvrage,, de 1641, Étienne de Clave expose sa théorie des cinq éléments constitutifs de tous les corps mixtes, tout en critiquant méthodiquement les théories péripatéticiennes et spagyriques des éléments. La présentation originale de cette doctrine des principes ou éléments, qu'il avait déjà esquissé dans les thèses placardées en 1624, fut ensuite reprise par la plupart des chimistes français jusqu'à la fin du XVIIe siècle.
É. de Clave définit un élément ainsi:
| Chap. VII. nous disons avec les Péripatéticiens que les éléments sont corps simples, qui entrent premièrement en la composition des mixtes,& auxquels ces mixtes résolvent, ou se peuvent résoudre finalement. (Nouvelle Lumière[1], Chap. VII, p. 39) |

#### Critique des théories péripatéticiennes et spagyriques des éléments
Il part d'une opposition corps simples / corps mixtes remontant à Aristote. Un corps simple est homogène, un mixte est une substance composée, dont toutes les parties sont identiques, homéomères, mais dont les constituants peuvent être restitués par séparation. La résolution d'un corps mixte en ses constituants élémentaires se fait par divers procédés chimiques de séparation dans lesquels la distillation joue un rôle central. Mais comme ces techniques de résolution étaient inconnues, dit-il, du temps d'Aristote et durant les siècles qui ont suivi, on ne doit pas être surpris que les Péripatéticiens n'ont pas su identifier correctement les éléments. Aristote s'était faussement imaginé, ajoute-il, que les corps mixtes étaient composés des seuls corps simples vulgaires qu'il appelle « feu, air, eau et terre ».
Étienne de Clave s'efforce ensuite de développer des arguments montrant que le feu et l'air ne sont aucunement des éléments constitutifs de la matière.
Le feu n'est ni un élément, ni même une substance mais l'effet produit par un « accident humide ». L'air lui, est bien un corps simple mais ce n'est pas un élément. Car l'air qui est dans les mixtes n'entre pas « comme partie ou principe de composition, ains [mais] seulement en leurs pores » (p. 27). L'air n'est pas un composant de la matière puisqu'il se contente de remplir les interstices laissés libres au milieu de celle-ci.
Aux XVIe – XVIIe siècles, les chymistes dans leur laboratoire ont appris à distiller, à séparer, calciner, filtrer les substances en d'autres substances, opérations appelées « réductions d'un corps en ses éléments ». Reconnaissant la liaison étroite entre la théorie et les techniques de laboratoire, É. de Clave convient que le mérite de Paracelse est d'avoir le premier recouru aux procédés alchimiques de la distillation pour appuyer sa doctrine des trois principes « Mercure, Soufre et Sel ». En effet en 1531 dans Opus paramirum, Paracelse avait introduit le terme d'art Spagyrique ou art de Vulcain pour désigner la technique alchimique de décomposition des substances « en rétrogradant à la première de toute chose ».
É. de Clave reprochera cependant à ces Trois principes d'avoir été conçus comme le résultat « du mélange des quatre éléments Péripatéticiens » (p. 40). Ainsi, Paracelse « estimait que l'eau & la terre n'étaient que des excréments [résidus] des autres trois, Mercure, Soufre & Sel » alors que pour lui, les éléments étant des corps simples, vraiment homogènes, ne pouvaient admettre aucune impureté ni hétérogénéité (p. 40).

#### La technique clavéenne d'extraction des éléments
É. de Clave propose sa propre théorie des éléments en s'appuyant sur les résultats d'une expérience célèbre et qui sera souvent invoquée plus tard: la résolution du bois en ses éléments, c'est-à-dire un processus préfigurant ce qu'en terme moderne on appelle l'analyse chimique du bois par distillation fractionnée (et diverses techniques de séparation).
Il procède méthodiquement en plusieurs étapes. D'abord
| lors que nous faisons la réduction, par exemple d'un bois en ses éléments, nous faisons une légitime & exquise fermentation qui est la première clef pour faire l'ouverture d'iceluy. Puis nous en séparons à une chaleur fort lente deux liqueurs claires & limpides, qui sont les éléments de l'huile et de l'eau, que nous rectifions exactement jusques à leur dernière résolution (p. 42) |
Il s'agit d'un programme complexe d'opérations que l'on peut comprendre actuellement en termes de distillation fractionnée, permettant d'extraire successivement le phlegme, l'esprit, l'huile, le sel et la terre.

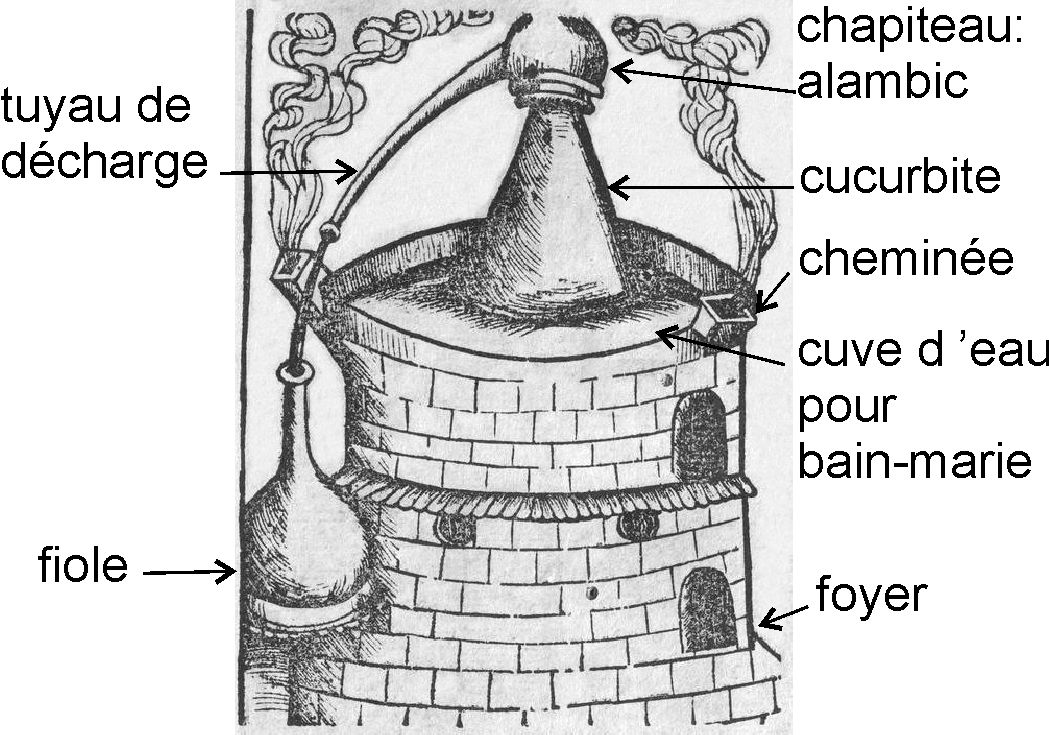
Chaudière pour distiller au bain-marie
Le produit à distiller est placé dans la cucurbite; en le chauffant, il produit des vapeurs qui après s'être condensées dans le chapiteau deviennent un liquide (nommé distillat), récupéré dans la fiole

1) Il sépare par une distillation à basse température, en premier l'élément « eau » que les chymistes appellent aussi « phlegme » pour la distinguer de l'eau commune (qui dit-il, est un mixte contenant tous les autres éléments). Elle se différencie des autres éléments par sa saveur, son odeur et sa pesanteur ; elle est dit-il « sans saveur, sans odeur et plus pesante ».
La liqueur qui reste dans le récipient, « la plus légère, odorante,& qui a de l'acuité est appelée huile ». Il est précisé plus loin (p. 43) que le-dit vaisseau [récipient] utilisé est une « cornue ou retorte de terre de Beauvais », capable de résister au feu plusieurs jours de suite. Il s'agit donc de la cucurbite dans laquelle la distillation du bois est opérée. É. de Clave continue à la chauffer modérément (au bain-marie ou au soleil) jusqu'à ce qu'il ne s'élève plus aucune vapeur.
2) L'étape suivante va consister à augmenter la chaleur sous la cucurbite peu à peu jusqu'à ce « nous sentons par le goust quelque acidité » (du produit distillé). Il faut alors changer la fiole de récupération du distillat, « pour recevoir cette substance acide, que nous appelons esprit, parce qu'il pénètre ou perméer & corrode les corps » (p. 42). Pour avoir « le pur esprit », il redistille plusieurs fois cette liqueur obtenue jusqu'à obtenir un « élément, le plus pénétrant de tous les autres contenus au mixte » (p. 43). C'est « une substance corporelle...[qui] ouvre, dissout, pénètre ou permée les corps mixtes, voire les plus compactes » (p. 65).
É. de Clave prend soin de préciser que le terme d'« esprit » utilisé par les chymistes n'a rien à voir avec l'homonyme utilisé par les théologiens (chap. X, p. 63). Pour les premiers c'est « une substance corporelle, la plus subtile & pénétrante du mixte » (p. 65) alors que pour les seconds « c'est une substance pure, simple, immatérielle, créée ou incréée » (p. 64). Il entend raisonner hardiment et en toute liberté pour tout ce qui ne concerne pas la foi et laisser aux théologiens les articles de foi (p. 286).
3) L'étape suivante s'attaque à la séparation de l'huile:
| Enfin nous augmentons le feu jusque au dernier degré, afin de faire eslever toute l'huile crasse, épaisse & fuligineuse, que les Chymistes appellent soufre, laquelle contient encore un mélange de tous les éléments, que nous séparons par un artifice merveilleux de notre invention. (p. 42-43). |
Ce nouveau distillat est encore un mixte de plusieurs éléments, aussi pour en extraire les éléments, il faut le rectifier plusieurs fois pour obtenir l'élément huile, par « un artifice merveilleux de notre invention » qu'il révèlera à ceux qui iront le visiter (mais qu'il indique p. 46).
É. de Clave s'est s'aperçu que suivant les mixtes, il obtient des huiles de couleurs et saveurs différentes. C'est-à-dire que l'« extraction vulgaire » par des rectifications successives ne suffit pas à obtenir un élément pur, car du phlegme, de l'esprit, du sel et de la terre restent attachés à l'huile. Il indique alors qu'il faut nécessairement se servir de la fermentation pour séparer l'huile des autres éléments, « car si on distille ses sucs ou liqueurs sans fermentation, l'huile ne se séparera qu'après le phlegme & esprit & encore cette huile emporte avec soi partie de terre, partie d'esprit & sel volatilisé, qui cause l'empyreume » (p. 46).
4) Ce qui reste calciné dans le fond de la cucurbite, est appelé « marc, fèces ou chaux » dont on séparera le sel élémentaire par dissolution dans une lessive puis par dessication (p. 44).
5) Enfin « la terre qui reste des cendres bien dépurées de leur sel est la vraie terre élémentaire » (p. 44).

#### Éléments et corps simples
Étienne de Clave s'applique à expliquer pourquoi, si une substance est simple et homogène, elle n'en devient pas pour autant un élément. C'est le cas par exemple de l'air, qui est manifestement un corps simple, mais qui ne saurait rentrer dans un mixte car dit-il « il ne peut mêler avec les autres éléments, parce qu'il ne peut être borné en aucun terme & limite, & qu'il ne laisse d'entrer dans les mixtes, non pas comme partie composante, mais seulement pour remplir leurs pores & par ce moyen éviter le vide que la nature abhorre sur toutes choses » (p. 329).
Un « élément » est donc un corps simple, homogène et indécomposable (par la distillation) qui est capable d'entrer comme un composant des mixtes et précise-t-il « les éléments étant les corps simples qui entre en la composition des corps mixtes, sont ceux qui se doivent trouver pareillement en leur résolution » (p. 40). Sur cette base, il reconnaît cinq corps simples qui sont des éléments. Il les appelle le plus souvent: eau, esprit, huile, sel et terre. Mais pour des raisons historiques, la terminologie reste fluctuante et garde les traces de sa double origine péripapéticienne et spagyrique: 
1) eau ou phlegme 2) esprit ou mercure ou acide 3) huile ou soufre 4) sel 5) terre.
L'originalité d'É. de Clave est de revendiquer une existence matérielle pour les éléments et de ne plus les réduire à de simples principes abstraits. Il reconnaît toutefois dans le Cours de chimie, la difficulté expérimentale de les atteindre à l'état pur.
É. de Clave distingue les qualités manifestes ou sensuelles des qualités occultes ou premières.
| Qualités premières des éléments (Nouv. Lum. chap. XVII, p. 159) |                           |                                                                                  |
| Élément                                                         | Qualité première          | Cause de                                                                         |
| phlegme                                                         | congélabilité, insipidité | la corruption des corps dont il s'échappe                                        |
| esprit                                                          | fermentabilité, acidité   | du pouvoir de pénétration dans un autre corps, il donne aux corps leur subtilité |
| huile                                                           | inflammabilité, subtilité | combustion                                                                       |
| sel                                                             | coagulabilité, viscosité  | préservation de toute corruption, garantie de la cohésion des corps              |
| terre                                                           | friabilité                | siccité, friabilité                                                              |

Cette doctrine est inspirée du médecin et chimiste Joseph du Chesne (1544-1609) pour qui tous les mixtes sont formés de trois principes actifs (le Mercure ou Esprit, le Soufre ou Huile, et le Sel) ainsi que deux éléments passifs, la terre et l'eau. Dans son ouvrage Le Grand miroir du monde (1587), écrit en vers, il expose comment par la distillation du bois, on obtient l'eau (l'humide élémentaire), le mercure (l'aigrette liqueur), le soufre (le fourrage du feu), le sel (sec caustique) et la terre. Du Chesne reconnait cependant que les "éléments" qu'il obtient sont souvent impurs et hétérogènes et qu'il faudrait poursuivre les « séparations & dépurations » pour parvenir aux vrais éléments. Toujours soucieux de concilier Aristote et Paracelse, il reste encore tributaire des anciennes notions d'éléments.
Étienne de Clave va transformer profondément la signification des anciens termes. Il abolit l'opposition principes actifs / principes passifs. Les cinq éléments sont traités au même niveau.
Il s'efforce aussi d'obtenir des définitions plus précises des éléments et de mettre au point des techniques d'extraction aboutissant à ce qui lui semble être des éléments purs qui seraient le terme ultime de la décomposition. Bien sûr on peut douter avec Franckowiak
, de la réalité expérimentale de la procédure qui permet d'obtenir les mêmes éléments purs à partir de n'importe quel mixte venant aussi bien du règne, végétal, animal ou minéral (au vu des procédures expérimentales décrites dans le Cours de chimie).
Il n'en demeure pas moins qu'il met en avant le rôle de l'expérience
| par la résolution des mixtes en ses parties intégrantes et constituantes, beaucoup [bien] meilleur et plus assuré par l'expérience, laquelle seule peut faire démonstration de ses principes, et non par une milliasse de raisonnements fantasmatiques et chimériques de Péripatéticiens (Nouv. lum. philo. p.470). |
(C'est nous qui soulignons).
La présentation originale qu'il donne de ses procédés de séparation deviendra un lieu commun de la chimie du XVIIe siècle. On la trouve décrite dans la plupart des cours de chimie. Ainsi, Christophe Glaser dans son Traité de chymie (1663) et Nicolas Lémery dans Le cours de chymie (1675) présentent le procédé appliqué au bois de gayac, et précisent que l'on pourrait de la même manière réduire tous les végétaux en phlegme, esprit, huile, sel et terre.
La définition des « éléments » comme corps simples, indécomposables, capables d'entrer comme composant des corps mixtes est celle adoptée vingt ans plus tard et avec plus de retentissement, par Robert Boyle dans Sceptical Chymist en 1661.

#### Quelques rudiments d'une chimie corpusculaire
Dans ses deux ouvrages Paradoxes et Nouvelle Lumière, de Clave donne quelques rudiments de la théorie corpusculaire de la matière, très proche de la tradition des minima naturalia. Déjà en 1624, la dernière thèse soutenait que toutes choses sont composées d'atomes ou indivisibles.
Ainsi pour expliquer comment le sel et la terre s'incorporent différemment dans un mixte, É. de Clave se place au niveau des « tres-menuës parcelles » où s'effectuent les opérations per minima:
| bien que le sel soit sec, néanmoins étant compacte & coagulé, il se mêle et s'incorpore per minima avec les autres éléments liquides, parce qu'il est dissoluble, ce que ne peut la terre, parce qu'elle n'est ni coagulable ni dissoluble, si ce n'est par le moyen de l'esprit (Nouv. Lum. philo.[1], p. 104) |
On trouve ainsi dans la Nouvelle Lumière quelques rudiments d'une théorie corpusculaire de la matière, très proche de la tradition des minima naturalia remontant au Pseudo-Geber.

### Le cours de chimie 1646
Le présent cours expose sa doctrine des cinq éléments, qui deviennent avec lui, des corps simples, en principe extractables par des opérations de laboratoire. La majeure partie de l'ouvrage est consacrée à la présentation de recettes chimiques: préparation de médicaments tirés de végétaux par distillation, préparation de sels à partir de minéraux et préparation des métaux.
Les cours de chimie connaissent un vrai succès au XVIIe siècle. Ils furent au début l'objet d'un enseignement oral, complètement privé jusqu'en 1648 , année où fut créée une chaire de démonstrateur de chimie au Jardin du Roi de Paris dont le premier occupant fut William Davisson. Ces enseignements furent publiés d'abord en latin puis traduit en français. Le Cours de Chimie d'Étienne de Clave est quant à lui, le premier du genre à être directement publié en français. On considère que ces « cours de chimie » constitue un genre littéraire caractéristique du siècle (voir la section Liens externes).

## Œuvres
- Étienne de Clave, Paradoxes ou Traittez philosophiques des pierres et pierreries, Paris, Vve P. Chevalier, 1635 (lire en ligne)

- Étienne de Clave, Nouvelle Lumière philosophique des vrais principes et élémens de nature, et qualité d'iceux, contre l'opinion commune, O. de Varennes, Paris, 1641 (lire en ligne)

- Estienne de Clave, Le Cours de chimie d'Estienne de Clave, qui est le second livre des principes de nature, A Paris, chez Olivier de Varennes, 1646 (lire en ligne)